# 謝納迪伊山
46°33′09″N 8°44′55.6″E / 46.55250°N 8.748778°E
謝納迪伊山（Schenadüi），是瑞士的山峰，位於該國南部，由提契諾州負責管轄，屬於勒蓬廷山的一部分，海拔高度2,747米，每年平均降雨量2,385毫米。